# Hyphessobrycon hamatus

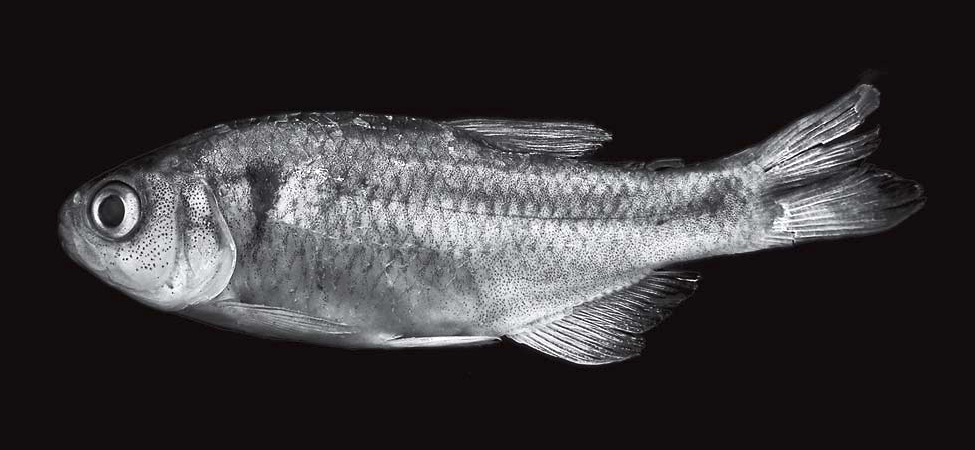
Imatge d'un especimen de Hyphessobrycon hamatus.

Hyphessobrycon hamatus és una espècie de peix de la família dels caràcids i de l'ordre dels caraciformes.

## Morfologia
- Els mascles poden assolir 4,5 cm de llargària total.[1]

## Hàbitat
Viu a àrees de clima tropical.

## Distribució geogràfica
Es troba a Sud-amèrica: Goiás (Brasil).